# 秦野市農業協同組合
秦野市農業協同組合（はだのしのうぎょうきょうどうくみあい）は、神奈川県秦野市平沢に本所を置く農業協同組合。秦野市内を管轄地域としている。通称JAはだの。

## 沿革
- 1963年8月1日 - 秦野市内の5農業協同組合（大根、本町、東秦野、南秦野、北秦野）が合併して秦野市農業協同組合を設立[1]。
- 1966年3月1日 - 秦野市農業協同組合と西秦野農業協同組合、上秦野農業協同組合が合併する。秦野市内の農業協同組合が一本化する[1]。
- 2002年8月 - ファーマーズマーケット「はだのじばさんず」オープン[1]。

## 店舗・販売所
- 店舗 : 本所、大根支所、鶴巻支店、本町支所、東支所、南支所、北支所、西支所、上支所[2]
- 農産物直売所「はだのじばさんず」 : 秦野市平沢の国道246号線沿いにある農産物直売店舗。地元農家の生産した野菜を中心に農産物は国産のみを取り扱い、地産地消をテーマとした運営を行っている[3]。
  - 定休日：毎月第2火曜日（7月、8月を除く）、1月1日～3日
  - 駐車場：250台

## 事業
- 信用事業（JAバンク）
- 共済事業（JA共済）
- 経済事業 - 販売事業・購買事業

## 関連会社
- 株式会社協同コンサルトはだの